# Брокау, Том
Том Брокау (англ. Tom Brokaw; род. 6 февраля 1940) — американский телеведущий, журналист, редактор телевизионных программ и автор, известный, прежде всего как главный редактор ночных новостей (NBC) с 1982 до 2004 год. Он является автором «Величайшего поколения» (The Greatest Generation, 1998) и других книг. Том — обладатель многочисленных премий и наград. Том — ведущий трёх основных программ новостей NBC: Сегодня, Ночные новости и Meet the Press.

## Ранние годы
Том Брокау родился в Уэбстере, Южная Дакота. Учился в Университете Айовы, но не окончил его. В 1962 году со степенью бакалавра окончил Университет Южной Дакоты в Вермильоне. В 1965 году Том стал редактором и ведущим вечерних новостей на телеканале Атланты. Вскоре начал работать на канале NBC News.

## Карьера

### NBC Nightly News
5 апреля 1982 года Брокау начал вести передачу NBC Nightly News совместно с Роджером Маддом.
С 5 сентября 1983 Том стал в одиночку вести Nightly News, в тот же день, когда у ABC World News Tonight Питер Дженнингс стал единственным ведущим.
Сразу после президентских выборов 2004 года Брокау покинул канал. Его последний эфир состоялся 1 декабря 2004 года, завершая 22-летнюю карьеру легендарного ньюсмейкера — рекордный срок в истории NBC.

## Награды
- Премия Пибоди
- 2 Alfred I. duPont-Columbia University Award[англ.]
- 7 Эмми
- 2012 The Nichols-Chancellor's Medal[англ.], Университет Вандербильта[1]
- Брокау имеет почётные степени в тридцати университетах.
- Президентская медаль Свободы (2014)
- Кавалер ордена Почётного легиона (Франция) (2016)
- Double Helix Medal[англ.], Лаборатория в Колд-Спринг-Харбор (2017)